# Kanton Rehlingen
Der Kanton Rehlingen (Französisch „canton de Relling“) war ein Kanton im Département Moselle, der von 1801 bis 1815 bestand.

## Geschichte
Der Kanton entstand 1801 im damaligen Arrondissement Thionville. Er umfasste 34 Gemeinden, die bis 1766 zum Herzogtum Lothringen gehörten sowie drei im Bereich der Drei Bistümer.
1802 hatte der Kanton 8245 Einwohner in 1573 Häusern.
Im Zweiten Pariser Frieden musste Frankreich 1815 einen Teil des Départements an Preußen abtreten. Der Kanton wurde aufgelöst und auf die Kreise Saarlouis und Merzig verteilt.

## Gemeinden
| Französischer Gemeindename 1802 | Einwohner 1802 | Heutige Gemeindezugehörigkeit | Heutiger Landkreis oder ähnliches |
| ------------------------------- | -------------- | ----------------------------- | --------------------------------- |
| Beaumarais et les Picards       | 601            | Saarlouis                     | Landkreis Saarlouis               |
| Becking                         | 451            | Beckingen                     | Landkreis Merzig-Wadern           |
| Bédestroff                      | 83             | Wallerfangen                  | Landkreis Saarlouis               |
| Buren                           | 217            | Rehlingen-Siersburg           | Landkreis Saarlouis               |
| Dilling                         | 513            | Dillingen/Saar                | Landkreis Saarlouis               |
| Duren ou Dieren                 | 158            | Wallerfangen                  | Landkreis Saarlouis               |
| Emerstroff                      | 193            | Rehlingen-Siersburg           | Landkreis Saarlouis               |
| Erbring                         | 82             | Beckingen                     | Landkreis Merzig-Wadern           |
| Fecking                         | 96             | Beckingen                     | Landkreis Merzig-Wadern           |
| Felsberg et Neuhoff             | 154            | Überherrn                     | Landkreis Saarlouis               |
| Fremestroff                     | 384            | Rehlingen-Siersburg           | Landkreis Saarlouis               |
| Furweiler                       | 112            | Rehlingen-Siersburg           | Landkreis Saarlouis               |
| Gros-Hémestroff                 | 428            | Rehlingen-Siersburg           | Landkreis Saarlouis               |
| Guerlefang                      | 205            | Rehlingen-Siersburg           | Landkreis Saarlouis               |
| Guising                         | 126            | Wallerfangen                  | Landkreis Saarlouis               |
| Hargarten-lès-Becking           | 85             | Beckingen                     | Landkreis Merzig-Wadern           |
| Haustadt                        | 154            | Beckingen                     | Landkreis Merzig-Wadern           |
| Honzerath et Geiskner           | 114            | Beckingen                     | Landkreis Merzig-Wadern           |
| Itsbach                         | 148            | Rehlingen-Siersburg           | Landkreis Saarlouis               |
| Kerling-lès-Sarrelouis          | 95             | Wallerfangen                  | Landkreis Saarlouis               |
| Kerprich-Hemestroff             | 425            | Rehlingen-Siersburg           | Landkreis Saarlouis               |
| Limberg-bas                     | 158            | Wallerfangen                  | Landkreis Saarlouis               |
| Limberg-haut                    | 62             | Wallerfangen                  | Landkreis Saarlouis               |
| Mécheren                        | 80             | Merzig                        | Landkreis Merzig-Wadern           |
| Merching                        | 237            | Merzig                        | Landkreis Merzig-Wadern           |
| Niedaltroff                     | 285            | Rehlingen-Siersburg           | Landkreis Saarlouis               |
| Nunkirchen                      | 163            | Neunkirchen-lès-Bouzonville   | Arrondissement Boulay-Moselle     |
| Obresch                         | 145            | Rehlingen-Siersburg           | Landkreis Saarlouis               |
| Pachten                         | 353            | Dillingen/Saar                | Landkreis Saarlouis               |
| Ramelfang                       | 42             | Wallerfangen                  | Landkreis Saarlouis               |
| Relling                         | 596            | Rehlingen-Siersburg           | Landkreis Saarlouis               |
| Rémeldorf                       | 42             | Neunkirchen-lès-Bouzonville   | Arrondissement Boulay-Moselle     |
| Rheimsbach                      | 272            | Beckingen                     | Landkreis Merzig-Wadern           |
| Sainte-Barbe                    | 53             | Wallerfangen                  | Landkreis Saarlouis               |
| Schwerdorf                      | 203            | Schwerdorff                   | Arrondissement Boulay-Moselle     |
| Sistroff                        | 197            | Rehlingen-Siersburg           | Landkreis Saarlouis               |
| Vaudrevange                     | 531            | Wallerfangen                  | Landkreis Saarlouis               |

## Gemeinden (1801)
Beaumarais, Becking, Bédestroff, Buren, Dieren ou Duren, Dilling, Emerstroff, Erbring, Fecking, Felsberg, Fremestroff, Furweiler, Gros-Hémestroff, Guerlefang, Guising, Haustadt, Hargarten-lès-Becking, Honzrath, Itzbach, Kerling, Kerprich-Hémestroff, Limberg-bas, Limberg-haut, Mécheren, Merching, Niédaltroff, Nunkirchen, Obresch, Pachten, Ramelfang, Rémeldorf, Reimsbach, Rhéling, Sainte-Barbe, Schwerdorf, Sistroff, Vaudrevange.